# Пхенянско време
Пхенянското време е 8,5 часа напред от координираното универсално време (UTC), т.е. то е UTC+08:30, и е било стандартната часова зона на Северна Корея от 15 август 2015 г. до 5 май 2018 г. Когато по UTC е полунощ (00:00), пхенянското време е било 8:30 часа. Подобно на Южна Корея, Северна Корея не въвежда лятно часово време.
Корейската империя за пръв път приема стандартно време, което е като пхенянското стандартно време, в началото на 20 век. Някои източници твърдят, че това е станало през 1908 г., други споменават 1912 г. Преди 1908 г. е имало местно стандартно време, а UTC+08:30 изглежда е използвано от 1 април 1908 г. до 31 декември 1911 г. и отново от 21 март 1954 г. до 9 август 1961 г.
Корея е анексирана от Японската империя през 1910 г. През 1912 г. колониалното правителство сменя часовата зона на UTC+09:00, за да я приведе в съответствие с японското стандартно време. На 5 август 2015 г. правителството на Северна Корея решава страната да се върне към зоната UTC+08:30, което решение влиза в сила от 15 август 2015 г. Същевременно се заявява, че официалното име на часовата зона ще бъде „пхенянско време“. Правителството на Северна Корея взема това решение като разграничение от японския империализъм; промяната на часовата зона съвпада със седемдесетата годишнина от края на японската окупация на Корея.
На 29 април 2018 г. севернокорейският лидер Ким Чен Ун обявява, че страната му ще се върне към UTC 9, като ще свери часовниците си с тези на Южна Корея. На 30 април 2018 г. Великото народно събрание на Северна Корея издава указ за промяна на времето в Северна Корея като допълнителна стъпка към процеса на обединяването на двете Кореи и премахване на различията между Севера и Юга. Промяната влиза в сила на 5 май 2018 г.